# 钝药野木瓜
钝药野木瓜（学名：Stauntonia leucantha）为木通科野木瓜属的植物，为中国的特有植物。分布在中国大陆的江西、江苏、浙江、广东、广西、贵州、安徽、福建、四川等地，生长于海拔300米至940米的地区，一般生于山谷溪边、密林中、山地疏林和丘陵林缘，目前尚未由人工引种栽培。

## 别名
绕绕藤、五叶木通（浙江） 九月黄（安徽） 八月瓜（贵州） 艾口藤、芽曲藤（福建）、麻藤果子、牛卵坨、牛腰子果、麻藤包、黄腊瓜、黄狗肾、哪瓜、拿子、短药野木瓜、香蜜果、八月瓜

## 使用
果實黃色，可以食用。